# 科摩羅發展聯盟
科摩罗发展联盟（法語：Union pour le Développement des Comores, UPDC）是科摩罗的一个政治联盟。党主席为穆罕默德·哈里发。

## 历史
科摩罗发展联盟于2013年2月成立，最初叫做科摩罗民主集会（Rassemblement pour la Démocratie aux Comoros, Radeco），后改称科摩罗发展联盟。
在2015年科摩罗立法选举中，科摩罗发展联盟成为最大党，共得到了8个席位。